# 光阳桥
光阳桥，位于中华人民共和国浙江省湖州市长兴县雉城镇，是浙江省省级文物保护单位之一。
2017年1月19日，光阳桥被列入第七批浙江省文物保护单位，该文物保护单位是一座古建筑。